# Samochód ciężarowy

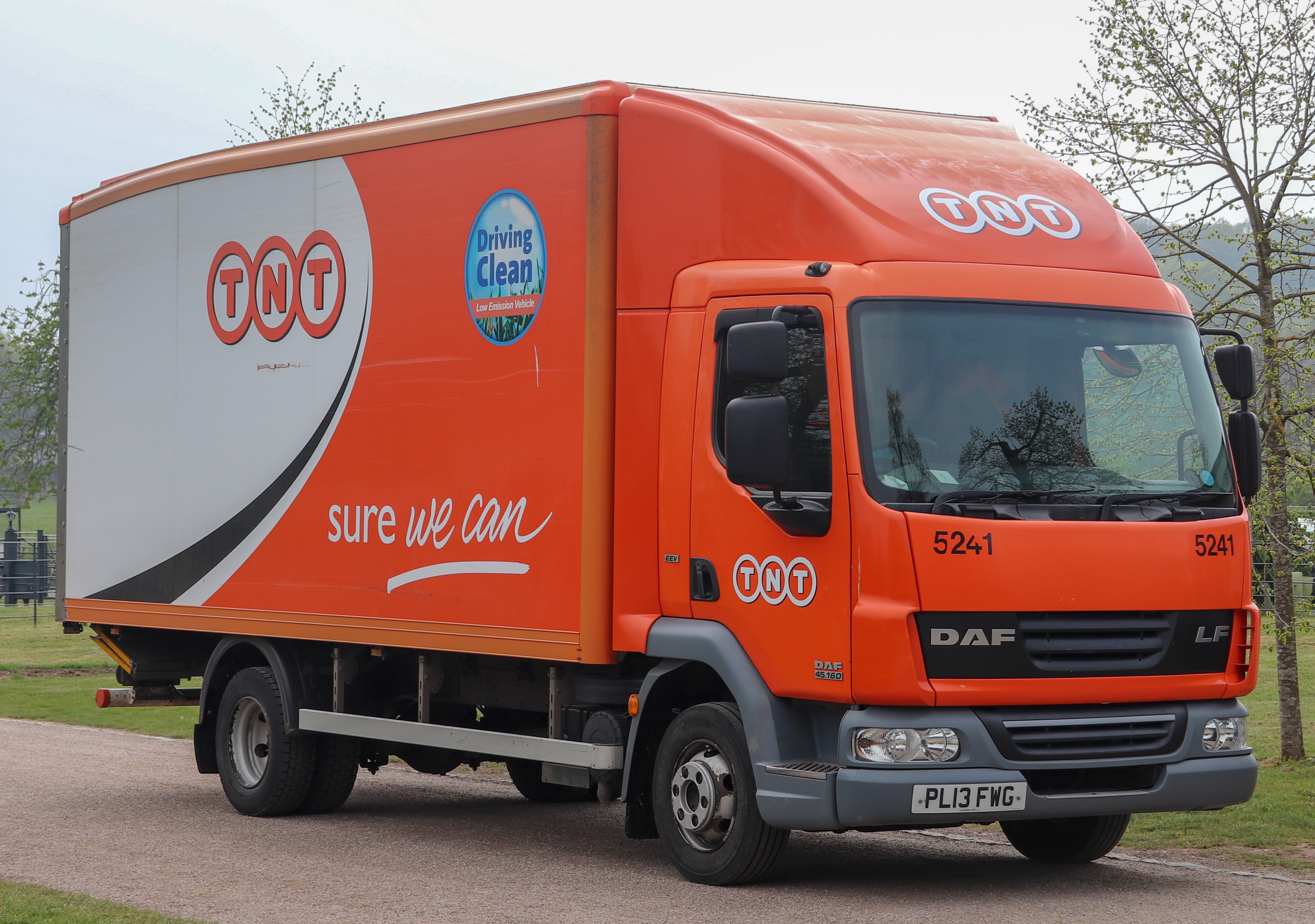
Samochód ciężarowy

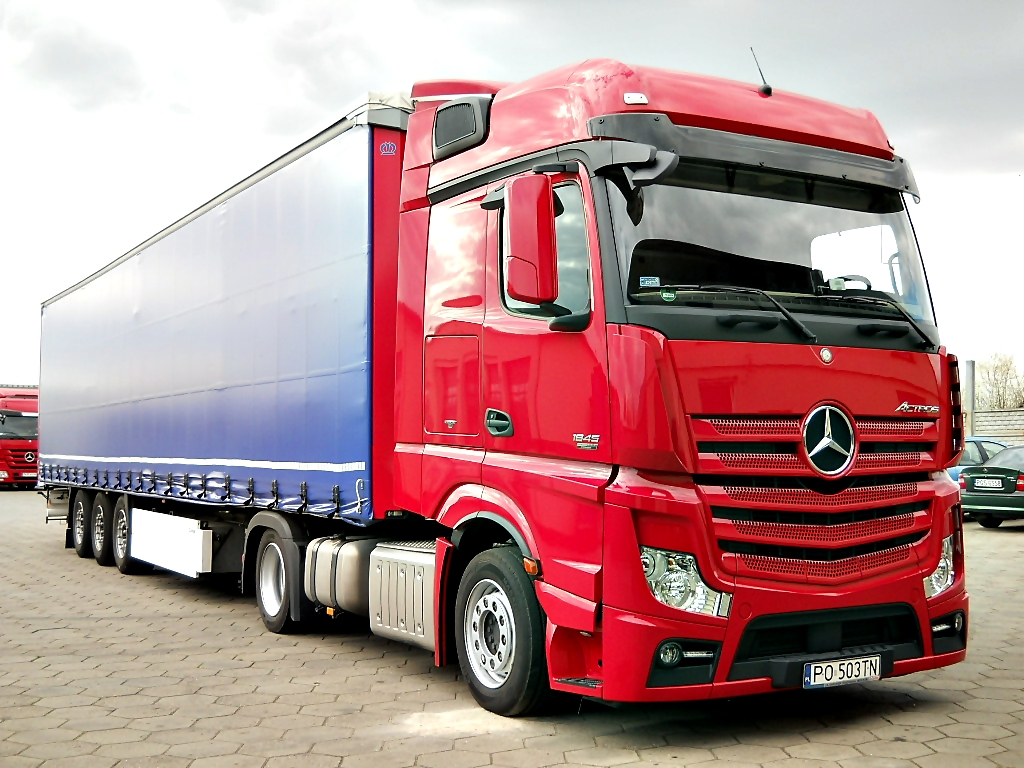
Samochód ciężarowy (zestaw – ciągnik siodłowy z naczepą)

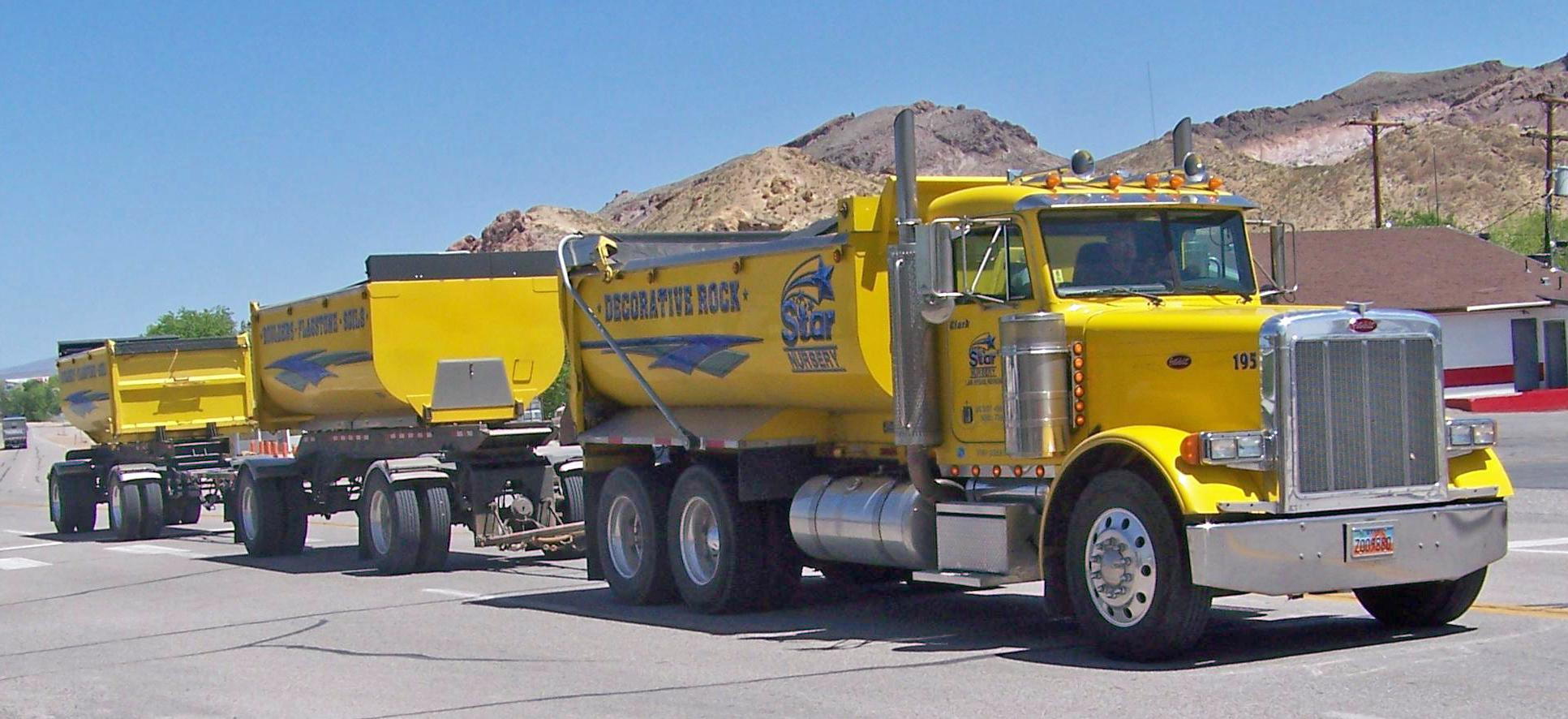
Samochód ciężarowy (wywrotka) z dwiema przyczepami

Samochód ciężarowy, w skrócie ciężarówka – pojazd samochodowy przeznaczony konstrukcyjnie do przewozu ładunków towarowych. Definicja ta obejmuje także samochód ciężarowo-osobowy, skonstruowany do transportu ładunków i osób w liczbie od 4 do 9 (łącznie z kierowcą).
Według danych statystycznych, pod koniec roku 2018 w Polsce zarejestrowanych było 3 758 000 samochodów ciężarowych i ciągników siodłowych.

## Historia
Pierwsze samochody ciężarowe napędzane były silnikami parowymi, weszły do użytku w XIX wieku. Pierwszym samochodem ciężarowym z napędem spalinowym był Daimler Motor-Lastwagen, zaprezentowany w 1896 roku

## Podział samochodów ciężarowych
- ciągnik siodłowy – przystosowany do ciągnięcia naczep i przyczep albo wielu naczep połączonych ze sobą (w Polsce dopuszczone prawnie jest jedynie ciągnięcie naczepy)
- ciągnik balastowy
- ciężarowy skrzyniowy
  - przeznaczony do przewozu towarów i ciągnięcia przyczepy
  - przeznaczony do przewozu ludzi (na przykład: skrzyniowe samochody ciężarowe do przewozu żołnierzy)
- z nadwoziem rodzaju furgon
- ciężarowy do zabudowy
- ciężarowy specjalny
- ciężarowo-osobowy

## Regulacje prawne

### W Polsce
Rozporządzenie Ministra Infrastruktury z dnia 27 września 2003 r. w sprawie szczegółowych czynności organów w sprawach związanych z dopuszczeniem pojazdu do ruchu oraz wzorów dokumentów w tych sprawach, w załączniku nr 4 Klasyfikacja pojazdów – Tabela nr 1 – Rodzaje i podrodzaje pojazdów – przypisuje samochody ciężarowe do  kategorii homologacyjnej N1, N2, N3.
Pojazdy kategorii N to pojazdy przeznaczone głównie do przewozu ładunków, dzieli się je na 3 podkategorie:
- Kategoria N1: Pojazdy kategorii N o masie maksymalnej nieprzekraczającej 3,5 tony.
- Kategoria N2: Pojazdy kategorii N o masie maksymalnej przekraczającej 3,5 tony, ale nieprzekraczającej 12 ton.
- Kategoria N3: Pojazdy kategorii N o masie maksymalnej przekraczającej 12 ton.

Kategoria pojazdu ustalana jest w procesie homologacji typu pojazdu albo dopuszczenia jednostkowego na podstawie cech pojazdu określonych w załączniku nr 2 Dyrektywy 2007/46/WE. Kategoria pojazdu podana jest w dowodzie rejestracyjnym pojazdu pod literą „J”.
Nie oznacza to jednak, że każdy samochód ciężarowy (ciężarowo-osobowy) musi mieć kategorię N. Przykładowo samochód przeznaczony w mniejszym stopniu do przewozu ładunków, głównie jednak przeznaczony do przewozu osób w liczbie od 4 do 9 (łącznie z kierowcą) będzie samochodem ciężarowym (ciężarowo-osobowym) na podstawie definicji ustawy Prawo o ruchu drogowym, w dowodzie rejestracyjnym będzie jednak miał wpisaną kategorię M oraz przypisany do tej kategorii rodzaj samochodu osobowy (na podstawie ww. rozporządzenia).
Występuje więc rozbieżność pomiędzy definicją ustawową samochodu ciężarowego a kwalifikacją określoną w rozporządzeniu, która decyduje o informacji nt. rodzaju pojazdu w dowodzie rejestracyjnym.
Istnieją także definicje podatkowe samochodu osobowego podane w ustawach o podatku dochodowym i w ustawie o podatku akcyzowym. Definicję samochodu osobowego z danej ustawy dotyczącej podatku stosuje się tylko w celu ustalania podatku, którego dotyczy dana ustawa.

#### Kategoryzacja prawa jazdy
Samochód ciężarowy może prowadzić osoba posiadająca prawo jazdy kategorii C.
Kategoria C uprawnia do kierowania ciężarówką, C1 jest wymagana do kierowania lekkim samochodem ciężarowym o dopuszczalnej masie całkowitej od 3,5 do 7,5 tony  W przypadku kierowania zespołem pojazdów (samochód ciężarowy wraz z przyczepą lub naczepą) wymagane jest również posiadanie prawa jazdy kategorii E. 

#### Definicje w prawie podatkowym
W ustawie o podatku dochodowym samochody ciężarowe definiowane są jako:
- pojazdy, których masa przekracza 3,5 tony (wyjątkami, mogącymi ważyć poniżej 3,5 tony uznawanymi za ciężarowe, są samochody składające się z jednego rzędu siedzeń i części do transportu),
- pojazdy posiadające otwartą część do przewozu ładunku (bez względu na wagę),
- wg informacji zawartych w dowodzie rejestracyjnym/zaświadczeniu wydawanym przez okręgową stację kontroli pojazdów.

W ustawie o podatku VAT samochody ciężarowe nie mają jednoznacznej definicji, ich cechy określają natomiast przepisy upoważniające do odpisania 100% VAT. Są to pojazdy:
- powyżej masy całkowitej 3,5 tony,
- mogące przewozić powyżej 10 osób (wraz z kierowcą),
- składające się z jednego rzędu siedzeń i oddzielonej części do transportu ładunku (zamknięta i otwarta),
- z oddzieloną kabiną kierowcy i częścią do transportu ładunku.

### Na świecie
W Ameryce Północnej (USA i Kanada), samochód ciężarowy to pojazd o masie dopuszczalnej całkowitej powyżej 26000 funtów, czyli około 11700 kg. Można go prowadzić po uzyskaniu prawa jazdy zwanego z ang.: Commercial Driver License.

## Największy samochód ciężarowy
Największym samochodem ciężarowym na świecie jest Terex Titan. Ma 20 metrów długości, prawie 8 metrów szerokości, 7 metrów wysokości i 360 ton ładowności. Wyposażony w silnik o mocy 3300 KM. Porusza się na sześciu kołach, każde o średnicy ponad 3 metrów. Został on wycofany z produkcji z uwagi na zbyt duże koszty utrzymania i użytkowania.

## Autonomiczne pojazdy ciężarowe
W 2019 roku autonomiczne ciężarówki rozpoczęły pracę przy największej modernizacji dróg w Wielkiej Brytanii (ulepszenie drogi krajowej A14 między Cambridge i Huntingdon). W 2020 roku miała wejść do produkcji Tesla Semi, który ma umożliwiać jazdę autonomiczną co najmniej po autostradach. Prototypy jeżdżą autonomicznie, bez eskorty po USA.